# 13-й Северокаролинский пехотный полк
13-й Северокаролинский пехотный полк (13th North Carolina Infantry Regiment) — представлял собой один из пехотных полков армии Конфедерации во время Гражданской войны в США. Полк сражался на востоке страны и принимал участие в «атаке Пикетта» под Геттисбергом. Этот полк не стоит путать с 13-м северокаролинским пехотным полком, переименованном впоследствии в 23-й пехотный полк.

## Формирование
13-й Северокаролинский пехотный полк был сформирован в северокаролинском Гарисберге 16 мая 1862 года как 3-й добровольческий (3rd North Carolina Volunteers). Роты были набраны в округах Касвелл, Мекленберг, Дэви, Эджкомб и Рокингхем. Первым командиром полка был избран Уильям Пендер, подполковником — У. С. Гай, майором — Д. Х. Гамильтон.
В полку на момент формирования числилось 1100 человек в десяти ротах:
- Рота A — округ Касвелл — кап. Джон Грейвс
- Рота B — округ Мекленберг — кап. А. Эрвин
- Рота C — округ Касвелл — кап. Джеймс Митчелл
- Рота D — округ Касвелл — кап. Джон Хэмбрик
- Рота E — округ Аламанс — кап. Томас Раффин
- Рота F — округ Дэви — кап. Джессе Клемент
- Рота G — округ Эджкомб — кап. Дж. Хайман
- Рота H — округ Рокингхем — кап. Альфред Скейлс
- Рота I — округ Рокингхем — кап. Томас Сеттл
- Рота K — округ Рокингхем — кап. Пинк Бейли

## Боевой путь
До июня 1861 года полк стоял под Саффолком, затем до апреля 1862 года был занят пикетной службой на реке Джеймс у Ньюпорт-Ньюс. В августе 1861 года полковник Пендер был переведен в 6-й Северокаролинский пехотный полк, а его место занял капитан роты Н, Альфред Скейлс (избран 11 октября), который вскоре получил звание полковника. В апреле 1862 года полк соединили с 3-м Вирджинским и 14-м Северокаролинским в бригаду, которую возглавил Релей Колстон. Бригаду направили под Йорктаун, откуда он начал отступать вместе с армией к Уильямсбергу, где произошло первое сражение в истории полка — сражение при Уильямсберге. От Уильямсберга бригада Колстона отступила к Ричмонду, где бригады были переформированы. 13-й Северокаролинский был выведен из бригады Колстона и введён в бригаду Самуэля Гарланда.
В составе бригады Гарланда полк участвовал в сражении при Севен-Пайнс, где штурмовала укрепленные позиции федеральной армии. К началу Семидневной битвы полк, вместе с дивизией Д. Хилла, был переведен на левый фланг армии для поддержки наступления дивизий Томаса Джексона. Полк участвовал в сражениях при Геинс-Милл и при Малверн-Хилл. Всего за Семидневную битву полк потерял 29 человек убитыми и 80 ранеными.
После Семидневной битвы Северовирджинская армия была переброшена на север Вирджинии навстречу федеральной армии Джона Поупа, а бригада Гарланда была размещена под Фредериксбергом для прикрытия Ричмонда. Она присоединилась к армии после второго сражения при Булл-Ран и участвовала в Мэрилендской кампании.
14 сентября 1862 года бригада приняла участие в сражении при Южной Горе, обороняя ущелье Фокса. В это время полковник Скейлс был болен, и полком командовал подполковник Томас Раффин. В том бою в расположении 13-го Северокаролинского одновременно был ранен подполковник Раффин и убит бригадный генерал Гарланд. Бригаду возглавил Дункан Макрей, а полк — капитан Джозеф Хайман. Бригада отошла к Шарпсбергу, где 17 сентября участвовала в сражении при Энтитеме — её направили на усиление техасской бригады Джона Худа.
После Энтитема у подполковника Томаса Раффина не сложились отношения с бригадным командиром Макреем, поэтому 13-й Северокаролинский вывели из состава бригады и включили в бригаду Дурси Пендера, которая была частью Лёгкой дивизии Хилла. «Парни были рады, что теперь они снова со своим прежним командиром», писал потом один из рядовых.
В декабре 1862 полк был снова под командованием полковника Скейлса и участвовал в сражении при Фредериксберге.